# Фарсиен
Фарсиен (на френски: Farciennes) е селище в Югозападна Белгия, окръг Шарлероа на провинция Ено. Населението му е около 11 100 души (2006).